# Horchleitstelle
Horchleitstelle (HLS) war die Bezeichnung für Dienststellen der deutschen Wehrmacht, genauer des Heeres, während des Zweiten Weltkriegs. Hauptzweck war die Funkaufklärung („Horchen“), also die Überwachung und Analyse des gegnerischen Funkverkehrs. Dazu gehörte auch die Kryptanalyse verschlüsselter feindlicher Sendungen.

## Geschichte
Zu Beginn des Krieges lagen die genannten Aufgaben, also Funküberwachung und ‑aufklärung, noch beim Referat 4 der Inspektion 7 Gruppe IV (In 7/IV). Dieses war angesiedelt beim Chef der Heeresrüstung und Befehlshaber des Ersatzheeres (Chef H Rüst u BdE) und damit dem Oberkommando des Heeres (OKH) unterstellt. Zuständig war es unter anderem für die Herstellung und Verteilung von Schlüsselunterlagen, verfügte über eine kleine kryptanalytische Gruppe, die mit der Untersuchung der Sicherheit der eigenen Chiffrierverfahren beauftragt war, und es war verantwortlich für die Funkbeobachtung eigener Sendungen.
Im Gegensatz dazu wurde die Überwachung des feindlichen Funkverkehrs im Jahr 1940 von fünf mobilen Signalaufklärungsregimentern, die dem Kommandeur der Nachrichtenaufklärung (KONA) unterstellt waren, sowie der Horchleitstelle in Berlin durchgeführt. Nachdem sich jedoch gezeigt hatte, dass die begrenzten Ressourcen der Horchleitstelle nicht ausreichten, um das ständig steigende Verkehrsaufkommen zu bewältigen, wurde im Januar 1941 das Referat 4 von In 7/IV ausgelagert und eine eigenständige Gruppe mit der Bezeichnung Inspektion 7 Gruppe VI (In 7/VI) gebildet. Neben dieser neuen zentralen kryptanalytischen Dienststelle des Heeres, weiterhin mit Sitz in Berlin, entstand darüber hinaus noch die Leitstelle der Nachrichtenaufklärung (LNA) mit Sitz in Zossen, etwa 35 km südlich von Berlin.
Ende des Jahres 1941 wurden dann beide, In 7/VI und LNA, zu einer neuen organisatorischen Einheit, genannt Horchleitstelle Ost (HLS Ost), zusammengefasst. Ihr Dienstsitz wurde Lötzen, eine Stadt im damaligen Ostpreußen, heute Giżycko in der polnischen Woiwodschaft Ermland-Masuren. Hauptaufgabe der HLS Ost war die Kryptanalyse und Auswertung des sowjetischen Funkverkehrs.
Gegen Ende des Krieges, im Oktober 1944, wurde die Nachrichtenaufklärung des Heeres erneut umstrukturiert und die HLS Ost ging in der neugeschaffenen Dienststelle des Generals der Nachrichtenaufklärung (GdNA) auf.